# 장복추
장복추(張福樞)(1815년(순조 15년)∼1900년(광무 4년))은 조선 후기 영남의 손꼽히는 재야 유학자요 교육자다. 본관은 인동(仁同)이다. 장금용(張金用)의 후손이다. 자는 경하(景遐), 호는 사미헌(四未軒)이다. 여헌(旅軒) 장현광(張顯光)의 8대손이다. 부친은 장주(張儔)이다.

## 이력
1881년(고종 18년) 천거되었고 장원서별제(掌苑署別提)‧경상도도사(慶尙道都事) 등에 제수되었으나 사양하고 평생 학문만을 탐구하였다.
조선말 영남의 삼징사(三徵士: 장복추, 김흥락, 류주목)요 삼학자(장복추, 이진상, 김흥락)로 꼽힌다. 강학처로는 당동서당(唐洞書堂), 녹리서당(里書堂), 자언정(玆焉亭) 등이 있으며 당시 사방의 선비들이 찾아와 그에게 수업을 청하였다.
저서로는 독서쇄록, 역학계몽, 사서계몽 숙흥야매잠집설, 가례보의, 삼강록간보, 훈몽요회, 문변지론, 동몽훈, 성리잡의 등이 「사미헌집(四未軒集)」과 급변하는 시대적 상황에서 영남 남인들의 예학을 종합적으로 검토하고 두루 수용한 「가례보의(家禮補疑)」등이 있다.
예학과 성리학에 정통하여 조선말 유학의 보존을 위해 온몸으로 지탱한 순유(純儒)로서 영남학을 결집한 태산북두(泰山北斗) 같은 인물로 꼽힌다.

## 저서
- 사미헌집(四未軒集)
- 가례보의(家禮補疑)